# Georges Mouyémé
Georges Mouyémé-Elong (Douala, 15 aprile 1971) è un ex calciatore camerunese, di ruolo attaccante.
Il connazionale Benjamin Massing è stato suo fratellastro.